# Selbstoptimierung in Kompaktreglern
Die meisten Kompaktregler für den industriellen Bereich beinhalten eine automatische Anpassung der Regelparameter an die angeschlossene Strecke. Diese Funktion wird Selbstoptimierung (engl. Autotune) genannt. Oft stehen im Regler zwei verschiedene Arten der Selbstoptimierung zur Verfügung.

## Selbstoptimierung nach der Schwingungsmethode
Während der Selbstoptimierung beschreibt  der Istwertverlauf  zwar eine Schwingung, hat jedoch – außer dem Namen – mit  der Schwingungsmethode nach Ziegler-Nichols keine Gemeinsamkeiten. Vor dem Start der Selbstoptimierung sollten in der Regelstrecke Betriebsbedingungen vorherrschen und der spätere Sollwert muss eingestellt werden. Die Selbstoptimierung kann im kalten oder warmen Anlagenzustand gestartet werden. Aus Zeitgründen empfiehlt sich besonders bei  langsamen Strecken Ersteres, da die Anlage merklich unter den Sollwert gefahren wird, bevor die erste Stellgradbeaufschlagung durch die Selbstoptimierung erfolgt.

### Ablauf
Der Regler gibt zunächst einen Stellgradsprung von 100 % auf die Anlage und berechnet sich anhand des Istwertverlaufs eine Schaltgerade unterhalb des Sollwertes. Diese Schaltgerade stellt die Ein- und Ausschaltzeitpunkte während der Selbstoptimierung dar. Die Schaltgerade wird so berechnet, dass der Istwert möglichst nicht Überschwingt, d. h., nicht über seinen Sollwert kommt. Wird die Schaltgerade erreicht, geht der Stellgrad zurück auf 0 %, der Istwert fällt ab. Trifft der Istwert nun fallend auf die Schaltgerade, erfolgt ein erneuter Stellgradsprung auf 100 %, der durch Erreichen der Schaltgeraden wieder auf 0 % gesetzt wird.
In der Regel ist die Berechnung der Parameter nach zweimaligem Schwingen abgeschlossen. Diese Art der Selbstoptimierung ermittelt für die meisten Anwendungsfälle geeignete Regelparameter. Die benötigte Zeit der Durchführung hängt von der Strecke ab.  Bei einem Industrieofen kann diese mitunter mehrere Stunden dauern. Die Schwingungsmethode gewährleistet nicht automatisch, dass der Istwert nicht überschwingt. Falls ein kritischer Istwert keinesfalls überschritten werden darf, sollte entweder ein niedrigerer Sollwert gewählt werden oder im Zweifelsfall ganz von dieser Methode abgesehen, und stattdessen die Sprungantwortmethode gewählt werden.

## Selbstoptimierung nach der Sprungantwortmethode
Vor Durchführung dieser Methode müssen die Schaltgeraden für die spätere Sprunghöhe manuell ermittelt werden. Dies hat den Vorteil, dass der Anwender den Istwertverlauf während der Selbstoptimierung selbst vorgibt und somit sicherstellt, dass ein unbeabsichtigtes Überfahren eines kritischen Istwertes vermieden wird.

### Vorbereitung
Der Regler wird im Handmodus betrieben und über eine manuelle Stellgradvorgabe ausprobiert, bei welcher Ausgangsleistung sich der Istwert in der Nähe des späteren Sollwertes einstellt. Der Stellgradsprung der Selbstoptimierung sollte in einem Istwert resultieren der merklich unterhalb des Sollwertes startet und diesem dann entgegenläuft. Falls ein Überschreiten des Sollwertes unkritisch ist, kann der Sprung um den Sollwert erfolgen. z. B. w = 500 °C -> Sprung von 480 °C auf 520 °.

### Beispiel
Der Sollwert der Anlage von 500 °C darf nicht überschritten werden. Durch manuelle Stellgradvorgabe werden die 500 °C durch 75 % Ausgangsleistung erreicht. Für den Ruhestellgrad wurde ein Ausgang  von 65 % ermittelt, der einen Istwert von 460 °C zur Folge hat. Die Differenz beträgt 10 %, die als Sprunghöhe definiert wird.

### Ablauf
Die Selbstoptimierung kann in jedem Anlagenzustand gestartet werden. Der Ruhestellgrad wird auf den Ausgang gegeben und der Regler wartet ab, bis sich ein stabiler Istwert einstellt. Sobald sich dieser nicht mehr verändert, wird die Sprunghöhe auf den Ruhestellgrad addiert und der Istwertverlauf vom Regler analysiert. Sobald dieser seine höchste Steigung erreicht hat, wir die Selbstoptimierung beendet und die errechneten Regelparameter übernommen.
Diese Optimierungsmethode mag durch manuelle Ermittlung der Stellgrade Zeit in Anspruch nehmen, hat aber gegenüber der Schwingungsmethode den Vorteil, dass die Anlage nicht in Schwingung versetzt werden muss. Der definierte Istwertanstieg reicht zur Durchführung aus.